# Nagroda Star Screen dla Najlepszej Aktorki
Nagroda Star Screen dla Najlepszej Aktorki – indyjska nagroda filmowa przyznawana przez jury składające się z osobistości świata filmowego. Nazwiska zwycięzców są ogłaszane co roku w styczniu. Pierwszą nagrodzona aktorka była Madhuri Dixit, ona też otrzymała tę nagrodę najczęściej (trzykrotnie).

## Lista nagrodzonych
| Rok  | Aktorka          | Film                     |
| 2009 | Priyanka Chopra  | Fashion                  |
| 2008 | Kareena Kapoor   | Jab We Met               |
| 2007 | Kareena Kapoor   | Omkara                   |
| 2006 | Rani Mukerji     | Black                    |
| 2005 | Rani Mukerji     | Hum Tum                  |
| 2004 | Urmila Matondkar | Bhoot                    |
| 2003 | Aishwarya Rai    | Devdas                   |
| 2002 | Kajol            | Kabhi Khushi Kabhie Gham |
| 2001 | Tabu             | Astitva                  |
| 2000 | Aishwarya Rai    | Hum Dil De Chuke Sanam   |
| 1999 | Kajol            | Dushman                  |
| 1998 | Madhuri Dixit    | Mrityudand               |
| 1997 | Manisha Koirala  | Khamoshi: The Musical    |
| 1996 | Madhuri Dixit    | Raja (film)              |
| 1995 | Madhuri Dixit    | Hum Aapke Hain Kaun      |